# اینو لینو
اینو لینو (انگلیسی: Eino Leino; ۶ ژوئیهٔ ۱۸۷۸ – ۱۰ ژانویهٔ ۱۹۲۶) زبان‌شناس، شاعر، روزنامه‌نگار، مترجم، نمایش‌نامه‌نویس، و نویسنده اهل فنلاند بود. او به عنوان یکی از پیشگامان شعر فنلاندی محسوب می‌شود. قالب اصلی بیشتر کارهای او شبیه به کالوالا است.